# Les Gouttes de Dieu
Pour la série qui en a été adaptée, voir Les Gouttes de Dieu (série télévisée).
Autre
Les Gouttes de Dieu (神の雫, Kami no Shizuku) est un manga sur le vin écrit par Tadashi Agi et dessiné par Shū Okimoto. Il a été publié entre novembre 2004 et juin 2014 dans le magazine Weekly Morning et a été compilé en un total de quarante-quatre tomes. L'arc final de la série intitulé Les Gouttes de Dieu - Mariage (マリアージュ 〜神の雫 最終章〜, Mariage ~Kami no Shizuku saishūshō~) est publié entre mai 2015 et octobre 2020 et comporte 26 tomes,. Une courte série intitulée Les Gouttes de Dieu - Deuxième (神の雫 deuxième, Kami no Shizuku deuxième) est publiée entre septembre 2023 et avril 2024 pour un total de deux tomes,,.
La version française est publiée par Glénat depuis avril 2008,.
Une adaptation en drama est diffusée en 2009 sur la chaine NTV. Une série télévisée américano-franco-japonaise est diffusée en 2023.

## Synopsis
Shizuku Kanzaki (神咲 雫, Kanzaki Shizuku) est le fils de l'œnologue mondialement reconnu, Yutaka Kanzaki (神咲 豐多香, Kanzaki Yutaka), récemment décédé et propriétaire d'une collection de vins très convoitée. Dans son testament, il décrit douze grands vins, les douze apôtres, ainsi qu'un treizième mystérieux vin idéal nommé Les Gouttes de Dieu. Afin de prendre possession de son héritage, Shizuku va devoir découvrir de quels vins il s'agit, dans une compétition avec Issei Tomine (遠峰 一青, Tōmine Issei), un jeune œnologue réputé adopté par son père une semaine avant sa mort, dont il est légalement le frère.

## Personnages
- Shizuku Kanzaki (神咲 雫, Kanzaki Shizuku?) : C'est le fils du critique de vin mondialement célèbre Yutaka Kanzaki. Il a longtemps refusé de boire du vin par esprit de rébellion envers son père, mais à la mort de celui-ci, il est tombé sous le charme de ce breuvage. Il a peu de connaissances théoriques, mais ayant été éduqué enfant de manière à développer son don pour le vin, il possède une sensibilité et une capacité de description extraordinaires. Il travaille au département Vins des Bières Taiyo.
- Yutaka Kanzaki (神咲 豊多香, Kanzaki Yutaka?) : Un immense critique qui par son savoir, son expérience et sa puissance d'expression a gravé son nom dans le monde du vin. Après sa mort, l'ouverture de son testament a déclenché une onde de choc.
- Miyabi Shinohara (紫野原 みやび, Shinohara Miyabi?) : Apprentie sommelière, elle possède de vastes connaissances théoriques mais a échoué plusieurs fois à l'examen de sommelier. Au détour d’une soirée ordinaire, elle fait la rencontre de Shizuku et va précieusement l'aider à découvrir le vin. Elle a été engagée comme conseillère au département Vins des Bières Taiyo et aide Shizuku dans sa quête des 12 apôtres.
- Issei Tomine (遠峰 一青, Tōmine Issei?) : Un jeune critique qui consacre sa vie au vin. Dans le but de s'approprier la collection de Yutaka Kanzaki, il a été adopté par ce dernier et participe à ce titre au duel des apôtres. Ses immenses connaissances et ses descriptions brillantes lui ont valu le surnom de « Prince du Vin » (「ワインへの渇望」, « Wain e no Katsubō »?). C'est un œnologue reconnu et un leader du monde du vin.
- Loulan : Une jeune fille qu'Issei a rencontrée dans le désert de Taklamakan, lors de la quête du deuxième apôtre. Sa mère est Japonaise. Douée d'une sensibilité exceptionnelle, elle est venue au Japon à l'invitation d'Issei et l'aide dans la recherche des apôtres.
- Robert Doi (土肥 ロベール, Doi Robēru?) : Arbitre du duel entre Shizuku et Issei. Il se cache en général sous l'apparence d'un sans-abri, mais on dit que sa fortune dépasse le milliard de yens. Il habite dans son Château Robert, petite maisonnette situé au coin d’une pelouse d’un parc public de la ville. Ami de toujours de Yutaka Kanzaki, il donnera de précieux conseils à Shizuku dans sa quête des 12 apôtres.
- Chosuke Honma (本間 長介, Honma Chosuka?) : Collègue de Shizuku Kanzaki, au département Vins des Bières Taiyo, passionné et expert en vins italiens.
- Kawarage (河原毛, Kawarage?) : Chef du département Vins des Bières Taiyo.
- Ryoko Kiryu (霧生 涼子, Kiryū Ryōko?) : Avocate, exécuteur testamentaire du testament de Yutaka Kanzaki.
- Shiro Fujieda (藤枝 史郎, Fujieda Shirō?) : Sommelier et propriétaire d'un bar à vin.
- Soichiro Mishima (美島 壮一郎, Mishima Sōichirō?) : Propriétaire d'une chaîne de restaurants où travaille occasionnellement Miyabi.
- Maki Saionji (西園寺 マキ, Saionji Maki?) : Présidente de la société SAION, spécialisée dans l'importation de vins au Japon, principal sponsor et soutien de Issei.
- Junya Ishikawa (石河 健也, Ishikawa Junya?) et Kenya Ishikawa (石河 順也, Ishikawa Kenya?) : Frères jumeaux, gérants d'une boutique de vin.
- Ryo Takasugi (高杉 亮, Takasugi Ryō?) :
- Sarah (セーラ, Sēra?) : Mannequin et métisse franco-japonaise, demi-sœur d'Issei. C'est aussi une amie de Shizuku.

## Manga

### Les douze Apôtres et Les Gouttes de Dieu
- Pour gagner chaque manche, Shizuku et Issei doivent présenter leur choix de vin qui correspond à la description qu'a fait Yutaka Kanzaki de chaque Apôtre, dans le testament. Le juge est Robert Doi (土肥 ロベール, Doi Robēru?), le meilleur ami de Yutaka.

- Apôtre trouvé et manche gagnée

|                  | Choix de Shizuku                                                       | Choix d'Issei                                                                   | Références | Type de vin   | Pays/Région                         |
| ---------------- | ---------------------------------------------------------------------- | ------------------------------------------------------------------------------- | ---------- | ------------- | ----------------------------------- |
| Premier apôtre   | Chambolle-musigny 1er cru Les Amoureuses 2001, domaine Georges Roumier | Chambolle-musigny 1er cru Les Amoureuses 1999, domaine Georges Roumier          | ,          | Vin rouge     | Bourgogne (côte de Nuits)           |
| Deuxième apôtre  | Château Palmer 2000                                                    | Château Palmer 1999                                                             | [ 12 ]     | Vin rouge     | Bordeaux (Margaux)                  |
| Troisième apôtre | Gigondas 2000, domaine Santa Duc                                       | Châteauneuf-du-pape 1981, Château de Beaucastel                                 | [ 14 ]     | Vin rouge     | Côtes-du-rhône                      |
| Rematch          | Châteauneuf-du-pape Cuvée Da Capo 2000, domaine du Pégau               | Châteauneuf-du-pape Cuvée Da Capo 2000, domaine du Pégau                        | [ 16 ]     | Vin rouge     | Côtes-du-rhône                      |
| Quatrième apôtre | Château Lafleur 1992                                                   | Château Lafleur 1994                                                            | [ 17 ]     | Vin rouge     | Bordeaux (Pomerol)                  |
| Cinquième apôtre | Montrachet 2000, domaine Marc Colin                                    | Chevalier-Montrachet 2000, domaine Michel Colin-Deléger                         | ,          | Vin blanc     | Bourgogne (côte de Beaune)          |
| Sixième apôtre   | Barolo Cannubi Boschis 2001, domaine Luciano Sandrone                  | Barolo Falleto 2001, domaine Bruno Giacosa                                      | ,          | Vin rouge     | Piémont (Italie)                    |
| Septième apôtre  | Glaetzer 'Amon-Ra' Shiraz 2003, Barossa Valley                         | Sine Qua Non 'The Inaugural' (Eleven Confessions) Syrah 2003, Central Coast AVA | [ 22 ]     | Vin rouge     | Australie / Californie (États-Unis) |
| Huitième apôtre  | Jacques Selosse Cuvée Exquise NV                                       | Billecart-Salmon - Cuvée Elisabeth Salmon 2000 - Brut Rosé                      | [ 23 ]     | Champagne     | Champagne                           |
| Neuvième apôtre  | Brunello di Montalcino 2005, Poggio di Sotto                           | Brunello di Montalcino 2005, Poggio di Sotto                                    | [ 24 ]     | Vin rouge     | Toscane (Italie)                    |
| Dixième apôtre   | Grands Echezeaux 2002, domaine Robert Sirugue                          | Grands Echezeaux 2007, domaine Robert Sirugue                                   | [ 25 ]     | Vin rouge     | Bourgogne (côte de Nuits)           |
| Onzième apôtre   | Priorat 2008, Les Manyes - Terroir Al Limit                            | Priorat 2008, domaine Ferrer Bobet - Seleccio Especial                          | [ 26 ]     | Vin rouge     | Catalogne (Espagne)                 |
| Douzième apôtre  | Château d'Yquem 1976                                                   | Château d'Yquem 1975                                                            | [ 27 ]     | Vin liquoreux | Bordeaux (Sauternes)                |

## Drama (2009)
Le manga a été adapté au Japon en drama de neuf épisodes diffusés entre janvier et mars 2009.

### Distribution
- Kazuya Kamenashi : Kanzaki Shizuku
- Seiichi Tanabe : Tomine Issei
- Yuki Uchida : Maki Saionji
- Riisa Naka : Shinohara Miyabi
- Naho Toda : Kiryu Ryoko
- Takeshi Masu : Kawarage

## Série télévisée (2023)
Une nouvelle adaptation sort en 2023, coproduction de France 2 et Hulu Japan, réalisée par Oded Ruskin. Les rôles principaux sont interprétés par Fleur Geffrier (Camille Léger) et Tomohisa Yamashita (Tomine Issei).

## Récompenses
Fin 2008, plus de 2,2 millions d'exemplaires du manga s'étaient écoulées.
Le manga a été reconnu comme le « meilleur livre du monde sur le vin » lors du Gourmand World Cookbook Awards 2009. Le manga a aussi été élu Meilleur Seinen à Polymanga 2009 et aux Japan Expo Awards 2011. Les auteurs ont également reçu le Grand prix de la revue des Vins de France de l'année 2010.

## Préfacier
Une préface a été signée par François Audouze, collectionneur de vins rares et dégustateur de renommée mondiale.